# Jean-Thomas Taschereau (père)
Jean-Thomas Taschereau, né le 26 novembre 1778 à Sainte-Marie-de-la-Nouvelle-Beauce et mort le 14 juin 1832 à Québec, est un homme politique et homme d'affaires canadien.

## Biographie
Il est le fils de Gabriel-Elzéar Taschereau, seigneur de Sainte-Marie-de-la-Nouvelle-Beauce, et de Marie-Louise-Élizabeth Bazin. Talentueux, il termine son cours en moins de six ans. Il commence ses études au Petit séminaire de Québec en 1789. Il étudie plus tard le droit aux côtés de Jonathan Sewell et obtient sa commission d'avocat le 9 novembre 1801. Le 19 mai 1806, il épouse Marie Panet, fille de Jean-Antoine Panet.
Élu député de Dorchester en 1800 à l'âge de 21 ans, il se range progressivement du côté du Parti canadien. En poste presque sans interruption jusqu'en 1820, il sera défait à deux reprises, en 1808 et 1810. Durant la guerre de 1812, il sera major du bataillon de Sainte-Marie-de-la-Nouvelle-Beauce puis adjudant général adjoint de la milice bas-canadienne. Le 9 octobre 1821, il devint conseiller du roi. Il sera également député de Gaspé de 1820 à 1827. Il intègre le Conseil législatif du Bas-Canada le 2 mai 1828.
Le 29 mars 1827, il remplace son beau-frère Olivier Perrault à un poste de juge à la Cour du banc du roi du Bas-Canada.
Il fait construire le manoir Taschereau.

## Œuvres
- 1823 : Procédés d'un comité spécial [...] sur le bill pour mieux régler les pêches dans le district inférieur de Gaspé